# Markus Tymister
Markus Tymister (Aachen, 25. veljače 1965.), katolički svećenik i liturgičar.

## Životopis
Rođen je 25. veljače 1965. u Aachenu. S obitelji se seli 1978. u Hamburg. Nakon mature, 1984., na isusovačkoj gimnaziji u Hamburgu započeo je studij filozofije i teologije u Münsteru kao kandidat biskupije Osnabrück.
Nakon dvije godine, poslan je na studij na sveučilište Gregoriana. Dana 10. listopada 1990. zaređen je za svećenika nadbiskupije Hamburg. Nakon ređenja nastavio je studij liturgije na benediktinskom sveučilištu sv. Anzelma u Rimu. Magistrirao je 1993. godine, a 1996. doktorirao na temu „Liturgijska zajednica i njezin predvoditelj u slavlju krštenja, vjenčanja i sprovoda od 1614. do 1992.”.
Pstoralno je djelovao na četiri župe u Hamburgu. Od 1997. godine, kao izvanredni profesor, predaje liturgiku i sakramentalnu teologiju u Rimu na sveučilištu sv. Anzelma.

### Mrežna sjedišta
- Župa Kruševo. www.zupa-krusevo.org. Pristupljeno 11. lipnja 2023.